# Клер Голлінгворт
Клер Голлінгворт, OBE (англ. Clare Hollingworth; 10 жовтня 1911 — 10 січня 2017) — англійська військова кореспондентка, письменниця, довгожителька, яка першою повідомила про початок Другої світової війни. За понад 40 років кар'єри брала унікальні інтерв'ю в найгарячіших точках планети.

## Біографія
Клер Голлінгворт народилася 10 жовтня 1911 року у місті Лестер (графство Лестершир).
В 1936 році одружилася з Ванделером Робінсонрм, який працював у Лізі Союзу Націй. Розлучилася в 1951 році. Потім одружилася з Джеффрі Хоаром, близькосхідним кореспондентом «Таймс». Чоловік помер у 1965 році.
Померла 10 січня 2017 року в Гонконзі в віці 105 років.

### Кар'єра
До того, як стати репортеркою, Голлінгворт допомагала тисячам людей врятуватися від гітлерівських військ, роблячи для них британські візи. Одна з тих, кому допомагала журналістка, Марго Станьєр, згадувала її як «велику пані, яка була в правильному місці в правильний час».
Клер Голлінгворт була першою військовою кореспонденткою, яка повідомила про початок Другої світової війни, описавши події «сенсацією століття». Як кореспондентка «Дейлі Телеграф» у 1939 році під час поїздки з Польщі в Німеччину вона повідомила про німецькі війська, сконцентровані на кордоні з Польщею. Заголовок газети звучав так: «1000 танків скупчилися на кордоні Польщі. Десять дивізій доповідають про готовність до негайного удару». Стаття не містила прізвища журналістки, що було поширеною практикою для тогочасних газет. Три дні по тому Голлінгворт була першою, хто повідомила про німецьке вторгнення в Польщу.
Її стаж журналістки налічував понад 40 років, під час війни Голлінгворт працювала в Румунії, Туреччині, Греції та країнах Східної Африки. У повоєнний час вона не полишила гарячі точки планети, відвідавши Палестину, Китай, Іран, Ірак, В'єтнам. Зустрічалася з арабськими шейхами та саудівськими принцами, що раніше не допускали до себе жінок-журналісток. Взяла прощальне інтерв'ю в останнього шаха Ірану Мохаммеда Реза Пехлеві, який назвав Клер Голлінгворт «єдиною людиною, з якою йому хотілося б поговорити».
Голлінгворт ледве уникла смерті в 1946 році, коли вибух бомби зруйнував готель «Цар Давид» в Єрусалимі. Близько 1000 осіб загинули внаслідок вибуху, від епіцентру якого журналістка перебувала всього за 300 ярдів (274 м).
В Бейруті Клер Голлінгворт влаштувала стеження за радянським резидентом Кімом Філбі. Будучи переконаною, що Філбі був частиною шпигунської мережі, яка включала Гая Берджесса і Дональда Мак-Лейна (вивезені в СРСР у 1951 році), вона написала, що він теж утік до Росії. Зараз відомо, що 23 січня 1963 року Кіма Філбі нелегально переправили до СРСР, де він проживав до своєї смерті в 1988 році.
Клер Голлінгворт отримала Почесну нагороду Премії ім. Джеймса Кемерона з журналістики в 1994 році та найбільше достягнення за її кар’єру — премію телепрограми "What the Papers Say" ("Про що говорять газети") в 1999 році.
Останні 40 років свого життя журналістка прожила в Гонконзі, до того попрацювавши в столиці Китаю Пекіні в 1970-х роках.